# Art protis

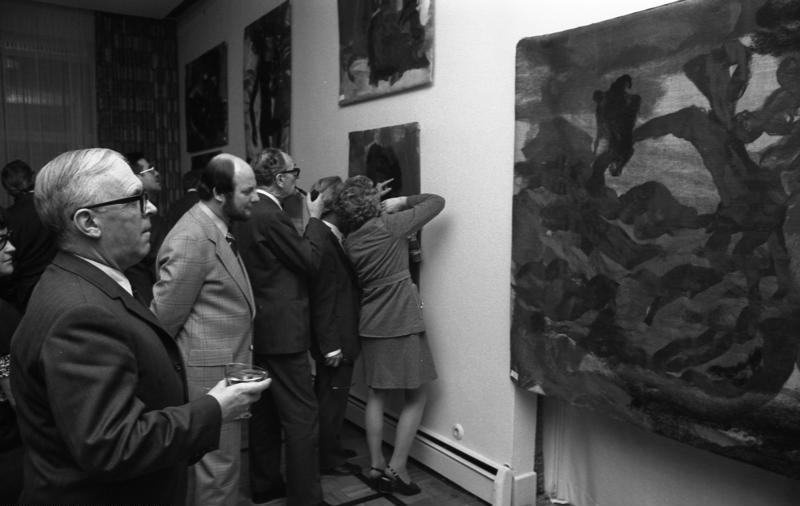
Zahájení výstavy Motive aus Wolle („Motivy z vlny“) představující art protis české umělkyně Zoiy Schmitter-Kašpříkové v zemském zastoupení regionu Dolní Sasko v Bonnu v roce 1974

Art protis je technika výroby nástěnných koberců spojující umění malby s technologií výroby netkaných  textilií.
Art protis vznikl ve Výzkumném ústavu vlnařském v Brně vývojem z netkané oděvní textilie Protis (patent z roku 1961).

## Technologie výroby
Princip zhotovení Art protis je popsán v přihlášce patentu (vydaného v roce 1968): Na vlákenném rounu nebo tkanině je mechanicky připevněn  prošitím, proplétáním  nebo  vpichováním plošný vlákenný motiv. 
Hlavní výrobní operace (v dílně Vlněny):
Mykání a tvorba vlákenného rouna => vzorování (kladení umělecky tvarovaných a zbarvených motivů na podkladovou textilii (rouno, tkanina) na manipulačním stole) =>  zažehlení vzorů (ruční žehličkou) => proplétání (prac. šířka 250 cm, obsluha 3 pracovníci, výkon cca 20 m²/hod) => vyvěšování na stěnu (jen u větších formátů) => dekatování (napařování žehličkou nebo na speciálním stroji) => skladování hotových výrobků (zavěšené nebo srolované do stůčky)

## Historie
Předchůdce Art protis, netkaná oděvní textilie Protis byla úspěšně zavedena do výroby (v roce 1965 bylo vyrobeno 151 tisíc m² za prodejní cenu 35 Kčs/m²), patent na výrobu byl udělen v asi 20 státech na celém světě. V rámci možných aplikací technologie Protis byla asi od roku 1963 ve Výzkumném ústavu vlnařském vyvinuta řada uměleckých dekoračních textilií. Na prvních pokusech se podílelo celkem 65 umělců a výtvarníků. Patřili k nim např. Antonín Kybal, Vladimír Křečan, Jan Rajlich, Zdenek Seydl, Jiří Trnka a Inez Tuschnerová. Výsledky byly velmi uspokojivé, proto byla koncem roku 1964 podána patentová přihláška pod označením PV 6870-65 a k 15.1.1968 byl vyložen patentový spis k Art protis.
Jediným výrobcem v Československu byla brněnská Vlněna. Každý exemplář byl unikát, před jehož realizací musel autor přednést zvláštní komisi ke schválení svůj grafický návrh.
Art protis se vyráběl ve  velikostech od obrázků  17x15 cm pro soukromý byt až po monumentální exponáty pro veřejné prostory, které se sešívaly z několika dílů.
Výroba Art Protis dosáhla rekordu v roce 1967, kdy bylo zaznamenáno 244 tisíc běžných metrů. V té době bylo prodáno asi 10 exponátů do západní Evropy a USA, dalších zhruba 20 bylo zapůjčeno na různé veletrhy, kde sklízely obrovské úspěchy. V dalších letech se však zájem o tuto techniku snižoval. Po likvidaci podniku Vlněna v 90. letech se nenašel žádný větší výrobce tohoto druhu, art protis tapety zmizely z mnoha veřejných prostor. Ve 2. dekádě 21. století se částečně a přechodně zabývají touto technikou jen jednotliví umělci a výtvarníci v ČR a v západní Evropě. 
V roce 2023 se nabízejí ke koupi jednotlivé exempláře ze 70. let, také jako vintage např. za cca 700 €.